# Анонимен междинен сървър
Анонимен междинен сървър или анонимнo прокси е инструмент, който спомага да се направят непроследими дадени дейности в интернет. Анонимният междинен сървър (прокси сървър) действа като посредник и щит на неприкосновеността между клиентския компютър и останалата част от интернет. Той осъществява достъп до интернет от името на потребителя, защита на личната информация, като се скрива информацията за идентификация на компютъра клиент.

## Цели
Има много причини за използване на анонимен междинен сървър. Те помагат да се намали риска и могат да бъдат използвани, за да се предотвратят кражбите на идентичност или за защита на историята на търсенията в интернет.
Някои страни прилагат тежка интернет цензура. Анонимният междинен сървър може да помогне за осъществяване на свободен достъп до цялото съдържание на интернет, но не може да помогне срещу преследване на достъпа до самия анонимен междинен сървър. Освен това самата информация за анонимни междинни сървъри е забранена в тези страни и потребителите са предпазливи, за да не попаднат в капан, създаден от правителството.